# Kopalnie w Złotym Stoku
Kopalnie w Złotym Stoku este o arie protejată (sit de importanță comunitară — SCI) din Polonia întinsă pe o suprafață de 175,51 ha, integral pe uscat.

## Localizare
Centrul sitului Kopalnie w Złotym Stoku este situat la coordonatele 50°25′57″N 16°52′07″E / 50.4325°N 16.8685°E.

## Înființare
Situl Kopalnie w Złotym Stoku a fost declarat sit de importanță comunitară în aprilie 2004 pentru a proteja 5 specii de animale.

## Biodiversitate
Situată în ecoregiunea continentală, aria protejată conține 8 habitate naturale: Păduri aluvionare cu Alnus glutinosa și Fraxinus excelsior (Alno-Padion, Alnion incanae, Salicion albae), Păduri acidofile de stejar bătrân cu Quercus robur pe câmpii nisipoase, Pajiști calaminariene cu Violetalia calaminariae, Fânețe de joasă altitudine (Alopecurus pratensis, Sanguisorba officinalis), Pante stâncoase calcaroase cu vegetație casmofită, Pante stâncoase silicioase cu vegetație casmofită, Păduri de fag Luzulo-Fagetum, Păduri de fag Asperulo-Fagetum.
La baza desemnării sitului se află mai multe specii protejate de  mamifere (5): liliac cârn (Barbastella barbastellus), liliac cu urechi mari (Myotis bechsteinii), liliac cărămiziu (Myotis emarginatus), liliac comun (Myotis myotis), liliacul mic cu potcoavă (Rhinolophus hipposideros).